# Margi Corfios
Marguerita "Margi" Corfios (ur. 25 czerwca 1991) – australijska judoczka.
Startowała w Pucharze Świata w 2009 i 2010. Srebrna medalistka mistrzostw Oceanii w 2011. Mistrzyni Australii w 2008 roku.